# Naira
Le naira ou naïra, avec comme symbole ₦, est la monnaie du Nigeria depuis 1973. Il se subdivise en 100 kobos (k). Son code monétaire selon la norme ISO 4217 est NGN.

## Histoire
À l'époque de sa création, le 1er janvier 1973, en plein choc pétrolier, le naira est une monnaie importante au niveau international, qui s'échange au taux de 2 nairas pour un dollar. Mais elle s'est affaiblie progressivement depuis : en novembre 2011, il fallait environ 160 nairas pour un dollar et 212 pour un euro. Jusqu'au milieu des années 1990, seuls existaient une pièce de 1 naira et des billets de 5, 10 et 20 nairas. Mais depuis ont été créés les billets de 50, 100, 200, 500 et 1 000 nairas. 
L'annonce de la création en 2012 d'un billet de 5 000 nairas et de la transformation des billets de 5, 10 et 20 nairas en pièces a provoqué de fortes controverses ; l'introduction de ce billet a été suspendue et reportée à plusieurs reprises. En janvier 2015, il ne figure toujours pas sur la liste de la Banque centrale du Nigeria des billets en circulation.
Le taux d'inflation du naira en 2014 est 8,2 %. Malgré tout le naira est facilement accepté dans les pays voisins du Nigeria. 
Il a été question de remplacer le naira, comme presque toutes les monnaies ouest-africaines, par l'eco, la future monnaie de la zone monétaire ouest-africaine.

## Billets
Le billet de 500 nairas est à l'effigie de Benjamin Nnamdi Azikiwe, premier président de la République fédérale du Nigeria[réf. souhaitée].
Celui de 5 000 nairas devait porter les portraits de trois femmes politiques ayant œuvré pour l'indépendance du Nigeria, Margaret Ekpo, Funmilayo Ransome-Kuti et Gambo Sawaba.